# Jean Kockerols
Jean Kockerols (* 13. srpna 1958, Brecht, Belgie) je belgický římskokatolický kněz, který je od roku 2011 titulárním biskupem yperským a pomocným v arcidiecézi mechelensko-bruselské.